# Start Lublin (koszykówka)

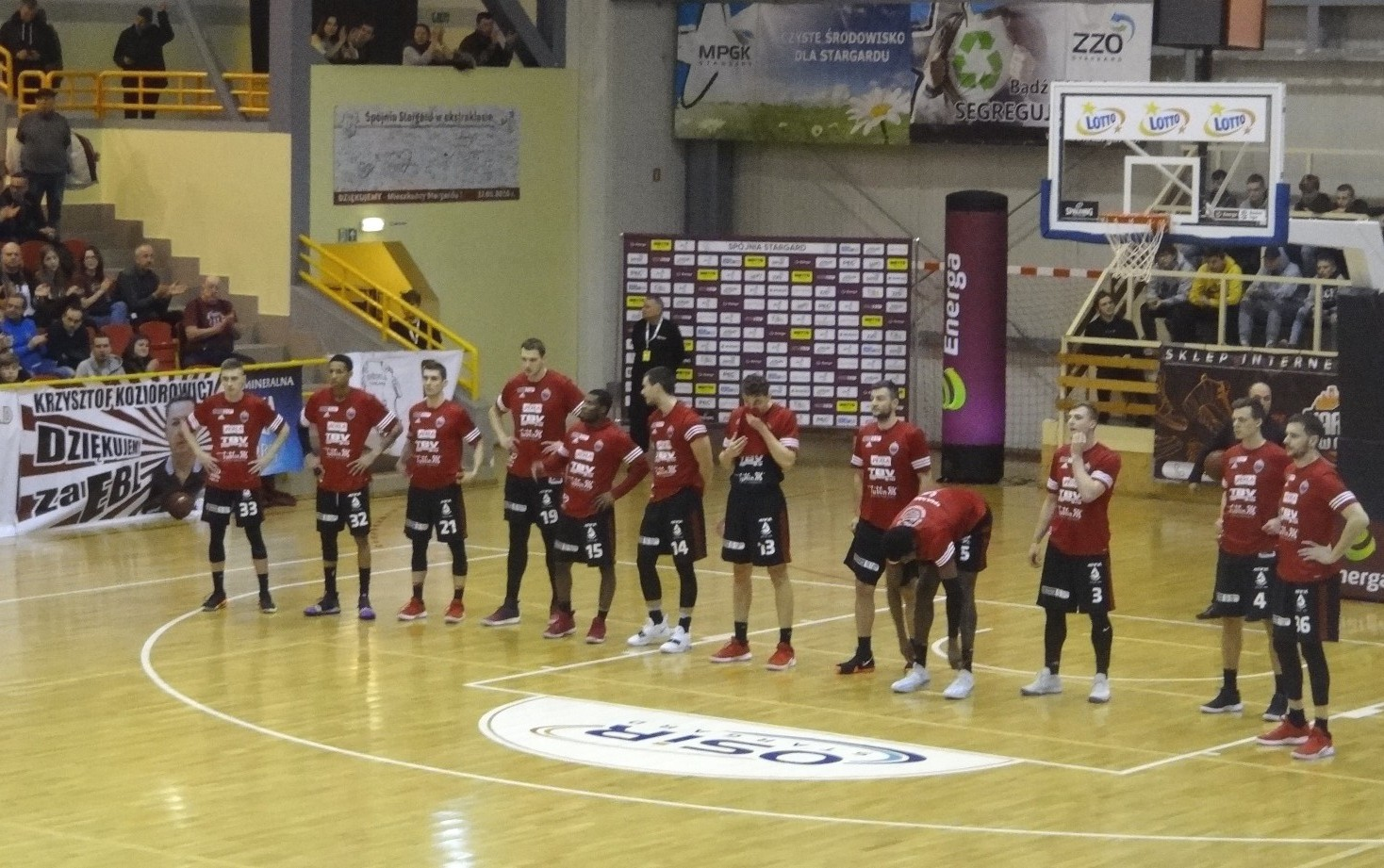
Prezentacja TBV Start Lublin

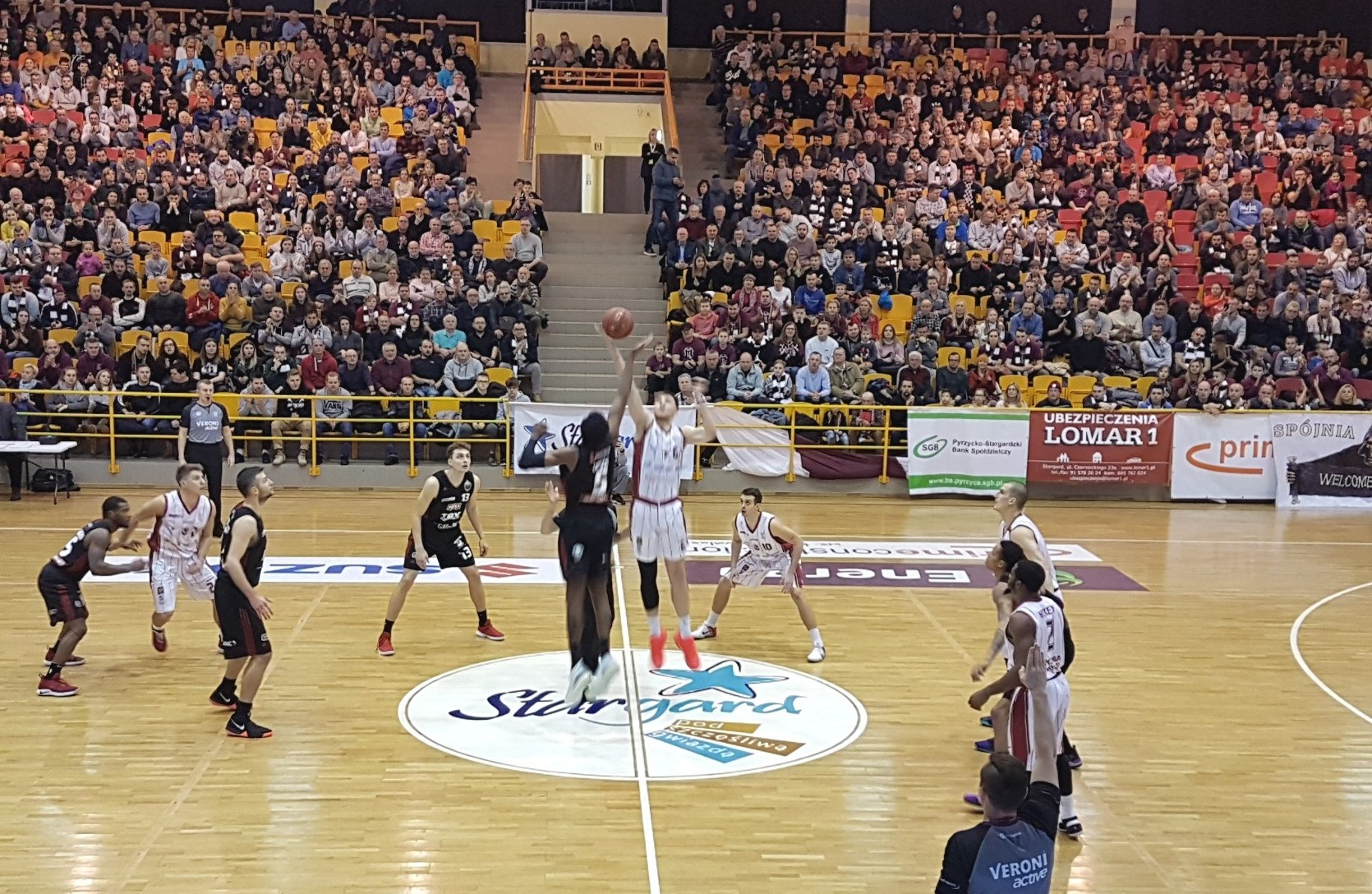
TBV Start Lublin w meczu ze Spójnią

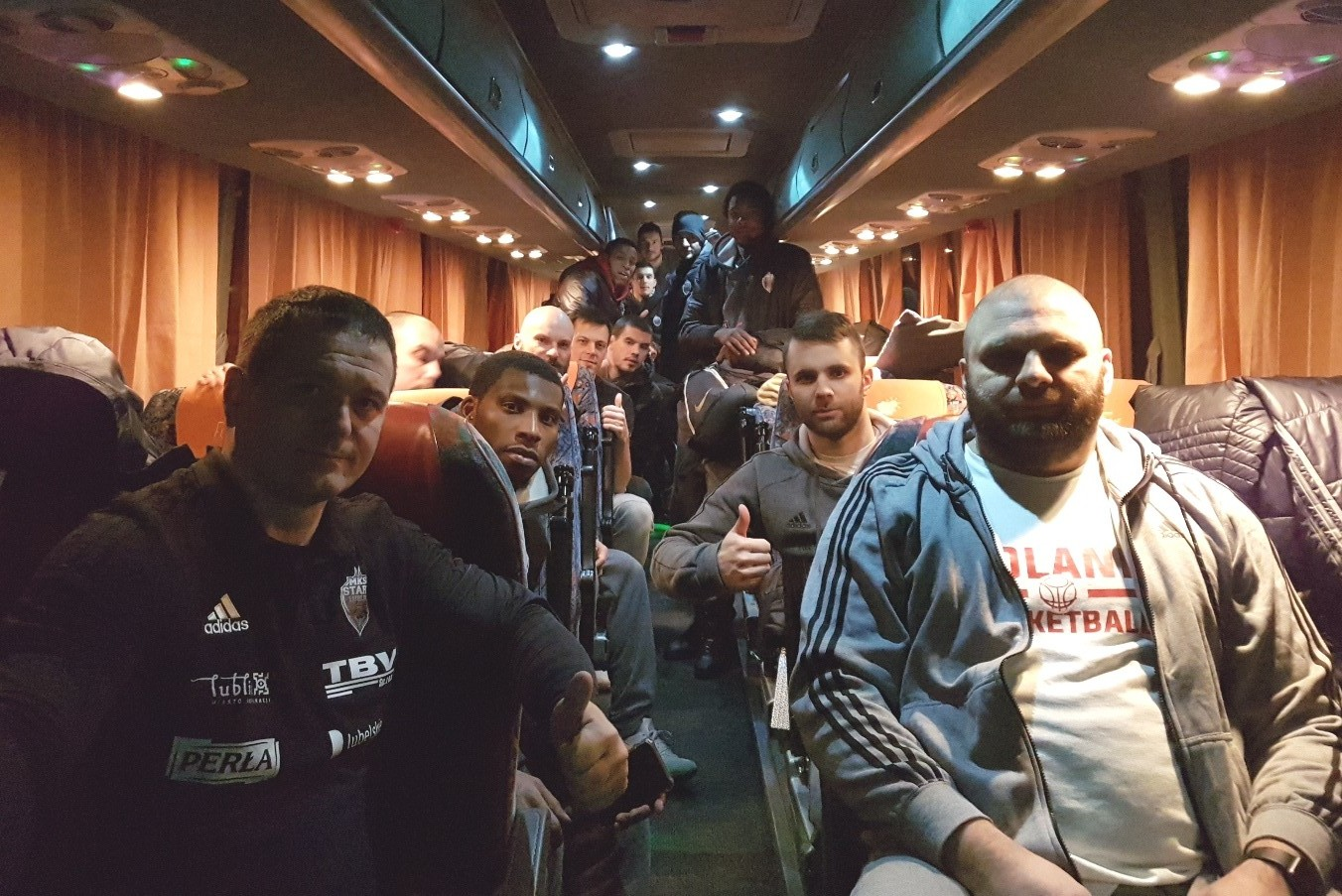
Wygrana TBV Start Lublin

Miejski Klub Sportowy Start Lublin – polski klub koszykarski, mający siedzibę w Lublinie. Założony w 1953. Łącznie w najwyższej lidze rozegrał 25 sezonów, a od 2014 roku występuje w niej nieprzerwanie (stan na koniec sezonu 2024/25).
W swojej ponad 70 letniej historii Start Lublin odnosił znaczące sukcesy, m.in. pięciokrotnie stawał na podium Polskiej Ligi Koszykówki oraz trzykrotnie był finalistą Pucharu Polski. W 2014 Start wrócił do ekstraklasy po 10 letniej przerwie, kiedy to w sezonie 2003/2004 zajął 12 miejsca na koniec rozgrywek skutkujące spadkiem do I ligi.
Start był też prekursorem w sprowadzaniu zawodników afroamerykańskich do polskich zespołów. W 1978 roku jako pierwszy klub w Polsce podpisał kontrakt z czarnoskórym zawodnikiem Kentem Washingtonem, który grał w lubelskim klubie przez trzy kolejne sezony.

## Historia
Historia sekcji koszykarskiej Miejskiego Klubu Sportowego Start sięga początków istnienia klubu, a więc 1953 roku. Siedem lat po założeniu klubu, Start awansował do najwyższej koszykarskiej ligi Polski. Jednakże pasmo sukcesów nie trwało zbyt długo, gdyż już w pierwszym sezonie zanotował on spadek do rozgrywek niższego szczeble. Drugi awans przyszedł już rok później, a pierwszy poważny triumf Start odniósł w sezonie 1964/1965, kiedy to pod okiem trenera Zdzisława Niedzieli zdobył pierwszy w historii klubu brązowy medal mistrzostw polski. Trzy lata później po 6 sezonach spędzonych w ekstraklasie Start znów spadł z ligi. Tym razem na dwa lata.
Największe sukcesy w historii klubu, Start święcił pod koniec lat 70. XX wieku. W sezonach 1978/1979 i 1979/1980 prowadzony przez trenera Niedzielę zespół dwukrotnie zajmował trzecie miejsce w rozgrywkach o mistrzostwo polski, a jednym z jego zawodników był Kent Washington. Wspólna historia Startu i Washingtona rozpoczęła się w 1976 roku, kiedy ten razem ze swoją drużyną uniwersytecką Southampton przyleciał on na kilka spotkań towarzyskich do Polski. Wówczas poznał on Zdzisława Niedzielę, do którego niedługo potem napisał list z pytaniem o możliwość gry w jego zespole. W 1978 roku, kilka miesięcy po występach w lidze letniej NBA w barwach Los Angeles Lakers, Washington ostatecznie trafił do lubelskiej drużyny, stając się pierwszym czarnoskórym zawodnikiem w historii polskich lig sportowych.
Po latach sukcesów nastały czasy kryzysu i ledwie rok po zdobyciu brązowego medalu mistrzostw polski Start spadł z ligi, a Washington odszedł do Zagłębia Sosnowiec. Przez dwadzieścia kolejnych lat drużynie ani razu nie udało się awansować do najwyższej koszykarskiej ligi Polski, a w sezonie 1987/1988 nawet zanotowali spadek z II ligi, jednakże na popularne zaplecze ekstraklasy powrócili już rok później.
W sezonie 2002/2003 Start ponownie występował w ekstraklasie, po zwycięstwie w barażach nad zespołem Alby Chorzów. W pierwszych rozgrywkach po awansie Start zajął 10 miejsce tabeli, jednak już rok później 12 i ponownie spadł z ligi. Po spadku z ekstraklasy drużyna popadła w rozsypkę. Odeszli najlepsi zawodnicy, a kierownictwo klubu postanowiło nie zgłaszać zespołu do I ligi, tylko rozpocząć rywalizację w II lidze. Po niezbyt udanych kolejnych rozgrywkach, Start połączył się z zespołem AZS Lublin. Celem nowej drużyny występującej pod nazwą Start AZS Lublin miał być ponowny awans do I ligi. Cel udało się osiągnąć dzięki zwycięstwu w ostatnim meczu sezonu ze Starem Tychy 64:49. W rozgrywkach 2007/2008 lubelski zespół ponownie spadł z ligi, a jak dwadzieścia lat wcześniej spędził tam tylko rok. Od sezonu 2009/2010 Start ponownie występuje w pierwszej lidze.

### Historia nazwy drużyny
W historii istnienia klub nosił dziewięć różnych oficjalnych nazw. Siedmiokrotnie nazwa zespołu zmieniała się w związku ze zmianą sponsora tytularnego. W sezonie 1992/1993 klub nosił nazwę Start Jadar. Do 2001 roku klub zmieniał nazwę sponsora tytularnego jeszcze czterokrotnie, po czym w 2000 roku wrócił do pierwotnej nazwy Start Lublin. Klub pod tą nazwą w XXI wieku występował jeszcze w latach 2002–2005, 2008-2009 oraz 2011-2012. Po połączeniu z AZS-em Lublin w 2005 roku klub przybrał nazwę Start AZS Lublin i nosił ją do 2008 roku. W latach 2009–2011 klub ponownie posiadał sponsora tytularnego – Olimp. Od 2012 roku sponsorem Startu jest Wikana S.A., w związku z czym klub nosi nazwę Wikana Start S.A. Lublin.
- Start Jadar Lublin (1992/1993)
- Start Instal Lublin (1995/1996)
- Start Lublin (1996/1997, 2001–2005, 2008/2009, 2011/2012, 2015/2016)
- Start Instal Lublin (1997/1998)
- Start Gala Lublin (1998–2000)
- Aice Start Lublin (2000–2001)
- AZS Start Lublin (2005–2008)
- Olimp Start Lublin (2009–2011)
- Wikana Start Lublin (2012–2015)
- TBV Start Lublin (2016–2019)
- Start Lublin (2019–2020)
- Pszczółka Start Lublin (2020–2021)
- Polski Cukier Pszczółka Start Lublin (od 2021)

## Osiągnięcia
Krajowe
- Mistrzostwa Polski:
  -  Wicemistrz Polski (1x): 2020, 2025
  -  Brązowy medalista MP (3x): 1965, 1979, 1980

- Puchar Polski:
  -  Finalista (3x): 1978, 2022, 2023

## Nagrody i wyróżnienia
| MVP PLK - 1979/1980 – Kent Washington | I skład I ligi - Tomasz Celej (2010) - Marcel Wilczek (2013, 2014) |

## Zawodnicy

### Obcokrajowcy
Stan na 2 września 2020.

- Kent Washington  (1978–1981)
- Virgilius Dambrauskas  (1990/1991)
- Gintaras Pocius  (1990/1991)
- Genadij Łozgaczow  (1991–1994, 1996/1997)
- Igor Czigrinow  (1993–1995)
- Oleg Gładkij  (1994/1995)
- Nikołaj Kofanow  (1995/1996)
- Mikołaj Dmitriew  (1997/1998)
- Brahima Konare / (1997–2000, 2002–2004)
- Dušan Radović  (1998/1999)
- Goran Kosanin  (2000/2001)
- Samo Plevnik  (2001–2003)
- Earl Brown  (2002–2004)
- Vanja Bujić  (2002)
- Terrell Bell  (2003)
- Chris Jackson  (2003/2004)
- Davor Kurilić  (2003/2004)
- Denis Vrsaljko  (2003/2004)
- Vance Cooksey  (2014)
- Derek Billing  (2014)
- Robert Lewandowski  (2014/2015)
- Isaac Wells  (2014/2015)
- Bryon Allen  (2014/2015)
- Trency Jackson  (2015)
- Nick Kellogg  (2015–2017)
- Ihor Czumakow  (2015/2016)
- Rob Poole  (2015/2016)
- Nikola Jeftić  (2016)
- Marko Popović  (2016)
- Stefan Balmazović  (2016/2017)
- Doug Wiggins  (2016/2017)
- Brandon Peterson  (2016/2017)
- Jason Boone  (2017)
- Nick Covington  (2017)
- Chavaughn Lewis  (2017/2018)
- Darryl Reynolds  (2017/2018)
- James Washington  (2017–2019)
- Uroš Mirković  (2017–2019)
- Earvin Morris  (2018)
- Anton Gaddefors  (2018/2019)
- Joe Thomasson  (2018/2019)
- DeVonte Upson  (2018/2019)
- Demond Carter  (2019/2020)
- Mārtiņš Laksa  (od 2019)
- Brynton Lemar  (2019/2020)
- Jimmie Taylor  (2019/2020)
- Armani Moore  (od 2020)
- Sherron Dorsey-Walker  (od 2020)
- Lester Medford  (od 2020)
- Adam Kemp  (od 2020)

## Składy na poszczególne sezony

### Sezon 2019/2020
| Nr | Poz. | Nar.              | Nazwisko i imię     | Data urodzenia | Wzrost | Masa ciała |
| -- | ---- | ----------------- | ------------------- | -------------- | ------ | ---------- |
| 0  | SG   | Stany Zjednoczone | Lemar, Brynton      | 1995-01-23     | 193 cm | 88 kg      |
| 1  | C    | Stany Zjednoczone | Taylor, Jimmie      | 1995-09-03     | 208 cm | 109 kg     |
| 2  | F    | Polska            | Jeszke, Damian      | 1995-02-06     | 202 cm |            |
| 3  | SG   | Polska            | Dziemba, Mateusz    | 1992-04-25     | 192 cm |            |
| 6  | SF   | Polska            | Jarecki, Jacek      | 1988-08-20     | 196 cm | 98 kg      |
| 7  | PG   | Polska            | Pelczar, Bartłomiej | 2000-02-05     | 185 cm |            |
| 11 | PG   | Polska            | Gospodarek, Michael | 1991-11-30     | 186 cm |            |
| 13 | PF   | Polska            | Borowski, Kacper    | 1994-05-02     | 205 cm | 82 kg      |
| 19 | C    | Polska            | Szymański, Roman    | 1991-04-09     | 209 cm | 113 kg     |
| 21 | SF   | Łotwa             | Laksa, Mārtiņš      | 1990-06-26     | 201 cm | 92 kg      |
| 22 | PF   | Polska            | Pszczoła, Tymoteusz | 2003-05-31     | 203 cm |            |
| 29 | PG   | Stany Zjednoczone | Carter, Demond      | 1986-10-25     | 178 cm | 92 kg      |

Trener:  David Dedek
 Asystenci: Michał Sikora

### Sezon 2018/2019
| Nr | Poz. | Nar.              | Nazwisko i imię     | Data urodzenia | Wzrost | Masa ciała |
| -- | ---- | ----------------- | ------------------- | -------------- | ------ | ---------- |
| 3  | SG   | Polska            | Dziemba, Mateusz    | 1992-04-25     | 192 cm |            |
| 4  | SF   | Szwecja           | Gaddefors, Anton    | 1989-11-04     | 200 cm | 86 kg      |
| 5  | C    | Stany Zjednoczone | Upson, DeVonte      | 1993-03-23     | 206 cm | 93 kg      |
| 7  | SF   | Polska            | Dutkiewicz, Marcin  | 1986-01-28     | 198 cm | 95 kg      |
| 8  | G    | Polska            | Piliszczuk, Jan     | 2000-09-01     | 185 cm |            |
| 12 | PF   | Polska            | Kowalski, Paweł     | 1983-09-16     | 197 cm | 95 kg      |
| 13 | PF   | Polska            | Borowski, Kacper    | 1994-05-02     | 205 cm | 82 kg      |
| 14 | SF   | Polska            | Czerlonko, Wojciech | 1995-11-16     | 195 cm |            |
| 15 | PG   | Stany Zjednoczone | Washington, James   | 1987-12-24     | 183 cm | 77 kg      |
| 19 | C    | Polska            | Szymański, Roman    | 1991-04-09     | 209 cm | 113 kg     |
| 21 | PG   | Polska            | Gospodarek, Michael | 1991-11-30     | 186 cm |            |
| 32 | SG   | Stany Zjednoczone | Thomasson, Joe      | 1993-08-16     | 193 cm | 75 kg      |
| 33 | G    | Polska            | Pelczar, Bartłomiej | 2000-02-05     | 185 cm |            |
| 36 | PF   | Serbia            | Mirković, Uroš      | 1982-01-11     | 205 cm | 102 kg     |

Trener:  David Dedek
 Asystenci: Michał Sikora

### Sezon 2017/2018
Stan na 15 grudnia 2017 roku.
| Nr | Poz. | Nar.              | Nazwisko i imię       | Data urodzenia | Wzrost | Masa ciała |
| -- | ---- | ----------------- | --------------------- | -------------- | ------ | ---------- |
| 3  | SG   | Polska            | Dziemba, Mateusz      | 1992-04-25     | 192 cm |            |
| 4  | SG   | Polska            | Uniłowski, Mirosław   | 1998-04-30     | 192 cm |            |
| 7  | SF   | Polska            | Dutkiewicz, Marcin    | 1986-01-28     | 198 cm |            |
| 8  | G    | Polska            | Piliszczuk, Jan       | 2000-09-01     | 185 cm |            |
| 10 | F    | Polska            | Ciechociński, Bartosz | 1991-09-19     | 203 cm |            |
| 11 | PG   | Polska            | Łoś, Krzysztof        | 1998-07-08     | 185 cm |            |
| 12 | PF   | Polska            | Kowalski, Paweł       | 1983-09-16     | 197 cm |            |
| 13 | SG   | Polska            | Zalewski, Jakub       | 1986-06-21     | 184 cm |            |
| 14 | SF   | Polska            | Czerlonko, Wojciech   | 1995-11-16     | 195 cm |            |
| 15 | PG   | Stany Zjednoczone | Washington, James     | 1987-12-24     | 183 cm |            |
| 19 | C    | Polska            | Szymański, Roman      | 1991-04-09     | 209 cm |            |
| 21 | PG   | Polska            | Gospodarek, Michael   | 1991-11-30     | 186 cm |            |
| 23 | C/F  | Polska            | Matysek, Wojciech     | 1999-08-09     | 198 cm |            |
| 33 | G    | Polska            | Pelczar, Bartłomiej   | 2000-02-05     | 185 cm |            |
| 36 | PF   | Serbia            | Mirković, Uroš        | 1982-01-11     | 205 cm |            |
| 40 | SG   | Stany Zjednoczone | Lewis, Chavaughn      | 1993-02-01     | 194 cm |            |
| 45 | C    | Stany Zjednoczone | Reynolds, Darryl      | 1993-10-13     | 203 cm |            |

Trener:  David Dedek
 Asystenci: Michał Sikora

### Sezon 2013/2014
Stan na 15 marca 2014 roku.
| Nr | Poz. | Nar.   | Nazwisko i imię     | Data urodzenia | Wzrost | Masa ciała |
| -- | ---- | ------ | ------------------- | -------------- | ------ | ---------- |
| 10 | SF   | Polska | Czujkowski, Alan    | 1990-03-08     | 198 cm | 100 kg     |
| 8  | F    | Polska | Hałas, Wojciech     | 1995-01-22     | 199 cm |            |
| 5  | SG   | Polska | Kaczmarski, Leszek  | 1994-03-10     | 190 cm |            |
| 12 | PF   | Polska | Kowalski, Paweł     | 1983-09-16     | 197 cm | 95 kg      |
| 9  | PG   | Polska | Michalski, Kamil    | 1987-03-29     | 182 cm | 86 kg      |
| 11 | G    | Polska | Mordzak, Grzegorz   | 1977-01-09     | 182 cm | 86 kg      |
| 4  | PF   | Polska | Pełka, Patryk       | 1989-06-07     | 202 cm |            |
| 13 | PG   | Polska | Sikora, Michał      | 1980-03-01     | 180 cm | 75 kg      |
| 15 | G/F  | Polska | Szawarski, Wojciech | 1976-08-02     | 195 cm | 96 kg      |
| 7  | SG   | Polska | Szczepaniak, Jakub  | 1994-06-21     | 191 cm |            |
| 17 | C/F  | Polska | Wilczek, Marcel     | 1986-06-20     | 204 cm | 110 kg     |
| 6  | C/F  | Polska | Wiśniewski, Mateusz | 1991-01-13     | 202 cm |            |

Trener:  Paweł Turkiewicz
 Asystenci: Michał Sikora